# Lista över skulpturparker i Sverige

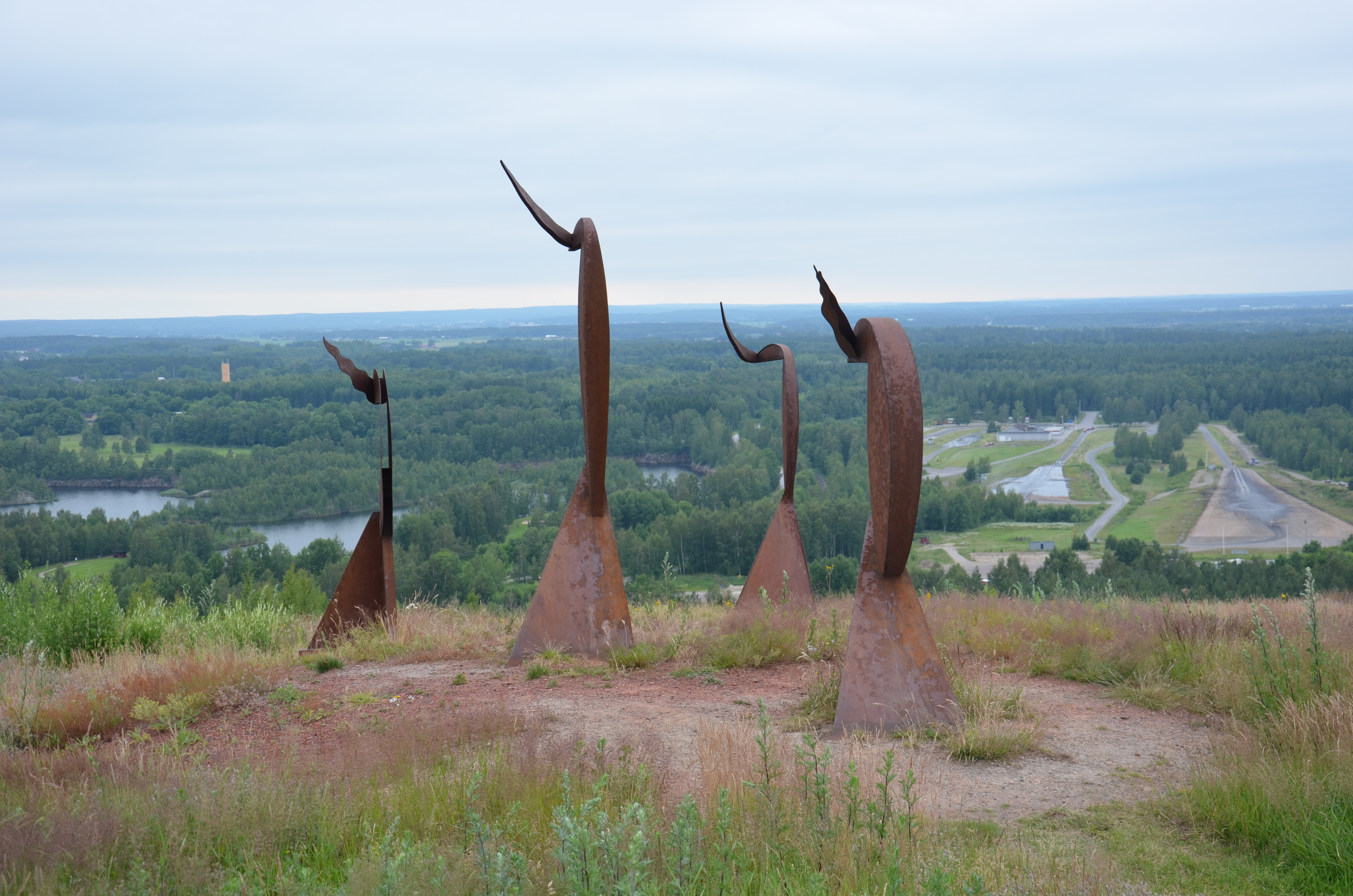
Malanganer i Konst på Hög.

Det här är en lista över skulpturparker i Sverige som förtecknar flertalet skulpturparker i Sverige.

## Skulpturparker i Sverige
- Berga minnespark i Linköping 58°23′30″N 15°38′18″Ö / 58.391767°N 15.638367°Ö
- Drottningholms slotts skulpturpark  på Ekerö59°19′14″N 17°52′47″Ö / 59.32056°N 17.87972°Ö
- Esplanadens skulpturstråk, Huskvarna 57°47′27.64″N 14°16′29.57″Ö / 57.7910111°N 14.2748806°Ö
- Skulpturparken vid Galleri Astley, Uttersberg 59°44′45.56″N 15°39′43.03″Ö / 59.7459889°N 15.6619528°Ö
- Görvälns slotts skulpturpark, Järfälla 59°26′05″N 17°47′15″Ö / 59.43472°N 17.78750°Ö
- Göta kanals skulpturstråk 58°28′30.43″N 16°25′04.02″Ö / 58.4751194°N 16.4177833°Ö
- Herrgårdsparken, Örnsköldsviks kommun 63°10′34″N 18°34′03″Ö / 63.1760649°N 18.5674337°Ö
- Holzhausens park i Vänersborg58°20′23,99″N 12°21′44,67″Ö / 58.33333°N 12.35000°Ö
- Höllvikens skulpturpark 55°25′06.72″N 12°57′00.78″Ö / 55.4185333°N 12.9502167°Ö
- Mästarnas Park, Hällefors 59°47′2.36″N 14°31′3.69″Ö / 59.7839889°N 14.5176917°Ö
- Millesparken, Hällefors 59°46′29.16″N 14°32′03.45″Ö / 59.7747667°N 14.5342917°Ö
- Polstjärnan, Hällefors 59°47′22.99″N 14°31′19.09″Ö / 59.7897194°N 14.5219694°Ö
- Konsthallen Hishult i Hishult58°20′23.99″N 12°21′44.67″Ö / 58.3399972°N 12.3624083°Ö
- Konstvägen Sju älvar 63°55′9″N 19°31′1″Ö / 63.91917°N 19.51694°Ö
- Kaptensgårdens skulpturpark, Landskrona 55°52′16.29″N 12°49′27.61″Ö / 55.8711917°N 12.8243361°Ö
- Karlavägens skulpturstråk , Stockholm 59°20′41.7″N 18°3′49.2″Ö / 59.344917°N 18.063667°Ö
- Konst på Hög, Kvarntorp, Kumla 59°07′33.59″N 15°15′13.07″Ö / 59.1259972°N 15.2536306°Ö
- Kraften i stenen, Trollhättan 58°16′34.57″N 12°16′30.52″Ö / 58.2762694°N 12.2751444°Ö
- Krutfjellsvägens skulpturstråk (både i Sverige och i Norge) 65°44′38.54″N 15°05′20.95″Ö / 65.7440389°N 15.0891528°Ö
- Lilla Å-promenaden, Örebro 59°17′39.42″N 15°12′43.02″Ö / 59.2942833°N 15.2119500°Ö
- Lövestad Skulpturpark 55°39′15.91″N 13°53′33.54″Ö / 55.6544194°N 13.8926500°Ö
- Kivik Art Centre, Simrishamn.  55°40′28″N 14°14′42″Ö / 55.67444°N 14.24500°Ö
- Konst i Marabouparken, Sundbyberg 59°21′50.69″N 17°57′23.08″Ö / 59.3640806°N 17.9564111°Ö
- Marsvinsholms skulpturpark. Marsvinsholm, Ystad 55°27′48″N 13°42′29″Ö / 55.46333°N 13.70806°Ö
- Millesgården, Stockholm 59°21′32″N 18°07′17″Ö / 59.35889°N 18.12139°Ö
- Moderna Museets skulpturpark, Stockholm 59°19′34″N 18°05′03″Ö / 59.32611°N 18.08417°Ö
- Norrköpings Konstmuseums skulpturpark, Norrköping 58°34′59″N 16°11′27″Ö / 58.58306°N 16.19083°Ö
- Rottneros Park, Sunne 59°48′06.31″N 13°07′19.52″Ö / 59.8017528°N 13.1220889°Ö
- Samiska skulpturparken, Jokkmokk 66°36′06.5″N 19°49′50″Ö / 66.601806°N 19.83056°Ö
- Skissernas museums skulpturpark, Lund 55°42′28.38″N 13°11′50.30″Ö / 55.7078833°N 13.1973056°Ö
- Skulptur i Pilane, Tjörn 58°01′47″N 11°33′21″Ö / 58.02972°N 11.55583°Ö
- Borås stadspark, 57°43′09.36″N 12°56′26.61″Ö / 57.7192667°N 12.9407250°Ö
- Stjärnholms skulpturpark, Oxelösund 58°41′37″N 17°2′4″Ö / 58.69361°N 17.03444°Ö
- Tommarps kungsgårds skulpturpark i Kvidinge 56°08′57″N 13°03′41″Ö / 56.14917°N 13.06139°Ö
- Umedalen Skulptur, Umeå 63°50′53″N 20°10′08″Ö / 63.847933°N 20.168753°Ö
- Universitetsparken på Campus Valla, Linköping
- Skulpturparken vid Galleri Astley, Uttersberg, Skinnskattebergs kommun 59°44′45.56″N 15°39′43.03″Ö / 59.7459889°N 15.6619528°Ö
- Wanås skulpturpark, Knislinge 59°44′45.56″N 15°39′43.03″Ö / 59.7459889°N 15.6619528°Ö
- Vasaparken i Västerås59°36′27″N 16°32′54″Ö / 59.60750°N 16.54833°Ö
- Vaxholms skulpturpark 59°44′45.56″N 15°39′43.03″Ö / 59.7459889°N 15.6619528°Ö
- Västertorps skulpturpark, Stockholm 59°17′38.43″N 17°58′10.59″Ö / 59.2940083°N 17.9696083°Ö
- Växjö Art Site – konststråket56°52′14″N 14°48′20″Ö / 56.87056°N 14.80556°Ö
- Åkerby Skulpturpark, Nora 59°35′00.44″N 14°58′12.81″Ö / 59.5834556°N 14.9702250°Ö
- Skulpturparken i Torvalla, Östersund
- Skulpturparken vid Moderna museet, Stockholm 59°19′32.4″N 18°5′3.1″Ö / 59.325667°N 18.084194°Ö
- Skulpturparken vid Örebro läns museum, Örebro 59°16′21.3″N 15°13′4.5″Ö / 59.272583°N 15.217917°Ö
- Skulpturparken Ängelsberg, Ängelsberg 59°16′21.3″N 15°13′4.5″Ö / 59.272583°N 15.217917°Ö
- Örebro Stadspark 59°16′09.36″N 15°13′40.04″Ö / 59.2692667°N 15.2277889°Ö